# Alex Lopes de Nasciment
Alex Lopes de Nasciment (22 april 1969) is een voormalig Braziliaans voetballer.

## Carrière
Alex tekende in 1997 bij Cerezo Osaka.